# 2014 en Grèce
Chronologie de la Grèce
- 2010
- 2011
- 2012
- 2013
- 2014
- 2015
- 2016
- 2017
- 2018

Cette page concerne les évènements survenus en 2014 en Grèce  :

## Évènement
- Crise de la dette publique grecque (Chronologie - Conséquences).
- 1er janvier : Présidence grecque du Conseil de l'Union européenne.
- 5 mai : Chavirement d'un yacht et d'un canot pneumatique en mer Égée (en), tous deux surchargés et transportant des migrants à destination de la Grèce : ils chavirent à environ quatre milles nautiques au large des côtes de l'île de Samos, dans la mer Égée.
- 18-25 mai : Élections locales.
- 24 mai : Séisme de 2014 en mer Égée (en).
- 25 mai : Élections européennes en Grèce.
- août : Visite pour la première fois du tombeau d'Amphipolis, découvert en 2012.
- 31 octobre-9 novembre : Festival international du film de Thessalonique.
- 27 novembre : Les syndicats grecs entament une grève générale pour protester contre les mesures d'austérité du gouvernement qui ferment les services publics médicaux, éducatifs et de transport[1].
- 5 décembre : Le British Museum annonce qu'il va prêter l'un des marbres Elgin de sa collection, provenant de Grèce, au musée de l'Ermitage à Saint-Pétersbourg. Le Premier ministre grec Antónis Samarás qualifie cette initiative de « provocation à l'égard du peuple grec »[2].
- 17, 23 et 29 décembre 2014 : Premières phases de l'élection présidentielle grecque de 2014-2015 (deuxième phase 18 février 2015).
- 28 décembre : Incendie à bord du Norman Atlantic, au large du port d'Igoumenitsa, sur le trajet de Patras, vers Ancône, Italie.

## Sortie de film
- The Lesson
- Stratos
- Xenia

## Sport
- 7-23 février : Participation de la Grèce aux Jeux olympiques d'hiver, à Sotchi en Russie.
- 7-16 mars : Participation de la Grèce aux Jeux paralympiques d'hiver, à Sotchi en Russie.
- Championnat de Grèce de football 2013-2014
- Championnat de Grèce de football 2014-2015
- Championnat de Grèce de basket-ball 2013-2014
- Championnat de Grèce de football de deuxième division 2013-2014
- Fin du championnat de Grèce de rugby à XV.

## Création
- Citoyens européens grecs (en), parti politique.
- L'olivier, parti politique.
- La Rivière, parti politique.
- Les réformateurs pour la démocratie et le développement (en), parti politique.
- Levante Ferries (en), compagnie maritime.
- Olympus Airways (en), compagnie aérienne.
- Festival d'art public (en)
- Pont en arc de Tsakona (en)
- Teleia (en), parti politique.
- Verts (en), parti politique.

## Dissolution
- 18 mars : Fusion de l'Église orthodoxe de Grèce - Saint-Synode en résistance avec l'Église des vrais chrétiens orthodoxes de Grèce - Synode chrysostomite.
- A.O. Trikala 1963 F.C. (en), équipe de football.
- Dimosia Tileorasi (en), chaîne de télévision publique.
- Eleftherotypía, quotidien.
- Équipe cycliste Racing Cycles-Kastro
- Université d'Indianapolis - Campus d'Athènes (en)

## Décès
- Lycourgos Angelopoulos, musicologue et chantre liturgique.
- Sákis Boulás, acteur et chanteur.
- Ménis Koumandaréas, écrivain.
- Emmanuel Kriaras, lexicographe et philologue.
- Kóstas Mouroúzis, joueur de basketball.